# Geamia Fântâna Mare
Geamia Fântâna Mare a fost construită în secolul XIX lea, situata în comuna Fântâna Mare, Constanța.
Este înscrisă în Lista monumentelor istorice din județul Constanța cu Cod LMI CT-II-m-B-02881.